# Bachapča
Bachapča (rusky Бахапча) je řeka v Magadanské oblasti v Rusku. Je dlouhá 291 km. Plocha povodí měří 13 800 km².

## Průběh toku
Protéká skrze hornatou krajinu. Na dolním toku překonává řadu peřejí. Ústí zprava do Kolymy.

## Vodní režim
Zdrojem vody jsou především dešťové srážky. Zamrzá v říjnu a rozmrzá v květnu.

## Hospodářský význam
- V povodí Bachapči byla objevena naplavená ložiska zlata.
- V budoucnu je možno využít toku řeky pro výstavbu hydroelektráren.
- Řeka je využívána turisty k raftingu.